# Raja eglanteria
Raja eglanteria es una especie de pez de la familia de los Rajidae en el orden de los Rajiformes.

## Morfología
Los machos pueden llegar a alcanzar los 65 cm de longitud total.

## Reproducción
Es ovíparo y las hembras ponen huevos envueltos en una cápsula córnea.

## Alimentación
Come principalmente crustáceos decápodos, bivalvos, poliquetos, calamars y peces hueso. 

## Depredadores
En los Estados Unidos es depredado por Odontaspis taurus.

## Hábitat
Es un pez de mar y Clima subtropical (48 ° N-22 º N, 91 · W-59 ° W) y demersal.

## Distribución geográfica
Se encuentra en el Océano Atlántico occidental: desde Massachusetts hasta el sur de Florida y el este y el norte del Golfo de México. 

## Observaciones
Es inofensivo para los humanos. 